# Fri Information om invandringen
Fri Information om invandringen var en tidskrift utgiven av läkaren och moderatpolitikern Eva Bergqvist i Kolbäck mellan 1992 och 2003. Utgivningen upphörde i slutet av 2003, sedan Bergqvist avlidit.